# Francia ai Giochi della XXIX Olimpiade
La Francia ha partecipato ai Giochi della XXIX Olimpiade di Pechino, svoltisi dall'8 al 24 agosto 2008, con una delegazione di 309 atleti.

## Medaglie
| Medaglia | Atleta                                                                      | Sport              | Evento                                      |
| -------- | --------------------------------------------------------------------------- | ------------------ | ------------------------------------------- |
| Oro      | Steeve Guénot                                                               | Lotta greco-romana | 66 kg maschile                              |
| Oro      | Alain Bernard                                                               | Nuoto              | 100 m stile libero maschili                 |
| Oro      | Jérôme Jeannet Fabrice Jeannet Ulrich Robeiri                               | Scherma            | Spada a squadre maschile                    |
| Oro      | Julien Pillet Boris Sanson Nicolas Lopez                                    | Scherma            | Sciabola a squadre maschile                 |
| Oro      | Anne-Caroline Chausson                                                      | Ciclismo           | BMX femminile                               |
| Oro      | Julien Absalon                                                              | Ciclismo           | Cross country maschile                      |
| Oro      | Francia                                                                     | Pallamano          | Torneo maschile                             |
| Argento  | Fabrice Jeannet                                                             | Scherma            | Spada individuale maschile                  |
| Argento  | Benjamin Darbelet                                                           | Judo               | 66 kg maschile                              |
| Argento  | Amaury Leveaux Fabien Gilot Frédérick Bousquet Alain Bernard Grégory Mallet | Nuoto              | Staffetta 4x100 metri stile libero maschile |
| Argento  | Fabien Lefèvre                                                              | Canoa/kayak        | Slalom K1 maschile                          |
| Argento  | Nicolas Lopez                                                               | Scherma            | Sciabola individuale maschile               |
| Argento  | Lucie Décosse                                                               | Judo               | 63 kg femminile                             |
| Argento  | Venceslas Dabaya-Tientcheu                                                  | Sollevamento pesi  | 69 kg maschile                              |
| Argento  | Grégory Baugé Kévin Sireau Arnaud Tournant                                  | Ciclismo           | Velocità a squadre maschile                 |
| Argento  | Amaury Leveaux                                                              | Nuoto              | 50 m stile libero maschili                  |
| Argento  | Thomas Bouhail                                                              | Ginnastica         | Volteggio maschile                          |
| Argento  | Mahiedine Mekhissi-Benabbad                                                 | Atletica leggera   | 3000 siepi maschili                         |
| Argento  | Julien Bontemps                                                             | Vela               | Windsurf maschile                           |
| Argento  | Laëtitia Le Corguillé                                                       | Ciclismo           | BMX femminile                               |
| Argento  | Jean-Christophe Péraud                                                      | Ciclismo           | Cross country maschile                      |
| Argento  | Khedafi Djelkhir                                                            | Pugilato           | Pesi piuma                                  |
| Argento  | Daouda Sow                                                                  | Pugilato           | Pesi leggeri                                |
| Bronzo   | Sophie Dodemont Virginie Arnold Bérengère Schuh                             | Tiro con l'arco    | Squadre femminile                           |
| Bronzo   | Hugues Duboscq                                                              | Nuoto              | 100 m rana maschili                         |
| Bronzo   | Hugues Duboscq                                                              | Nuoto              | 200 m rana maschili                         |
| Bronzo   | Christophe Guenot                                                           | Lotta greco-romana | 74 kg maschile                              |
| Bronzo   | Benoît Caranobe                                                             | Ginnastica         | Concorso individuale maschile               |
| Bronzo   | Stéphanie Possamaï                                                          | Judo               | 78 kg femminile                             |
| Bronzo   | Teddy Riner                                                                 | Judo               | +100 kg maschile                            |
| Bronzo   | Alain Bernard                                                               | Nuoto              | 50 m stile libero maschili                  |
| Bronzo   | Julien Desprès Benjamin Rondeau Germain Chardin Dorian Mortelette           | Canottaggio        | 4 senza maschile                            |
| Bronzo   | Jonathan Coeffic Pierre-Jean Peltier Julien Bahain Cédric Berrest           | Canottaggio        | 4 di coppia maschile                        |
| Bronzo   | Anthony Terras                                                              | Tiro               | Skeet maschile                              |
| Bronzo   | Guillaume Florent                                                           | Vela               | Finn                                        |
| Bronzo   | Nicolas Charbonnier Olivier Bausset                                         | Vela               | 470 maschile                                |
| Bronzo   | Mickaël Bourgain                                                            | Ciclismo           | Velocità maschile                           |
| Bronzo   | Alexis Vastine                                                              | Pugilato           | Pesi welter leggeri                         |
| Bronzo   | Gwladys Épangue                                                             | Taekwondo          | 67 kg femminile                             |
| Bronzo   | Marie Delattre Anne-Laure Viard                                             | Canoa/kayak        | K2 500 m femminile                          |
| Bronzo   | Mehdi Baala                                                                 | Atletica leggera   | 1500 m maschili                             |

### Medaglie per disciplina
| Sport             | Oro | Argento | Bronzo | Totale |
| ----------------- | --- | ------- | ------ | ------ |
| Ciclismo          | 2   | 3       | 1      | 6      |
| Scherma           | 2   | 2       | 0      | 4      |
| Nuoto             | 1   | 2       | 3      | 6      |
| Lotta             | 1   | 0       | 1      | 2      |
| Pallamano         | 1   | 0       | 0      | 1      |
| Judo              | 0   | 2       | 2      | 4      |
| Pugilato          | 0   | 2       | 1      | 3      |
| Vela              | 0   | 1       | 2      | 3      |
| Canoa/kayak       | 0   | 1       | 1      | 2      |
| Ginnastica        | 0   | 1       | 1      | 2      |
| Atletica leggera  | 0   | 1       | 1      | 2      |
| Sollevamento pesi | 0   | 1       | 0      | 1      |
| Canottaggio       | 0   | 0       | 2      | 2      |
| Tiro              | 0   | 0       | 1      | 1      |
| Tiro con l'arco   | 0   | 0       | 1      | 1      |
| Taekwondo         | 0   | 0       | 1      | 1      |

### Plurimedagliati
| Atleta           | Sport    | Oro | Argento | Bronzo | Totale |
| ---------------- | -------- | --- | ------- | ------ | ------ |
| Alain Bernard    | Nuoto    | 1   | 1       | 1      | 3      |
| Fabrice Jeannet  | Scherma  | 1   | 1       | 0      | 2      |
| Nicolas Lopez    | Scherma  | 1   | 1       | 0      | 2      |
| Amaury Leveaux   | Nuoto    | 0   | 2       | 0      | 2      |
| Mickaël Bourgain | Ciclismo | 0   | 1       | 1      | 2      |
| Hugues Duboscq   | Nuoto    | 0   | 0       | 2      | 2      |

## Atletica leggera
| Gara              | Atleta                                                                                            | Batterie | Batterie | Quarti  | Quarti | Semifinali | Semifinali | Finale  | Finale |
| Gara              | Atleta                                                                                            | Tempo    | Pos.     | Tempo   | Pos.   | Tempo      | Pos.       | Tempo   | Pos.   |
| ----------------- | ------------------------------------------------------------------------------------------------- | -------- | -------- | ------- | ------ | ---------- | ---------- | ------- | ------ |
| 100 m             | Martial Mbandjock                                                                                 | 10"26    | 2        | 10"16   | 3      | 10"18      | 8          |         |        |
| 100 m             | Ronald Pognon                                                                                     | 10"26    | 3        | 10"21   | 5      |            |            |         |        |
| 400 m             | Leslie Djhone                                                                                     |          |          | 45"12   | 1      | 44"79      | 1          | 45"11   | 5      |
| 1500 m            | Mehdi Baala                                                                                       |          |          | 3'35"87 | 1      | 3'37"47    | 1          | 3'34"21 |        |
| 110 m ostacoli    | Samuel Coco-Viloin                                                                                | 13"60    | 4        | 13"51   | 4      | 13"65      | 8          |         |        |
| 110 m ostacoli    | Ladji Doucouré                                                                                    | 13"52    | 2        | 13"39   | 2      | 13"22      | 3          | 13"24   | 4      |
| 3000 siepi        | Bouabdellah Tahri                                                                                 |          |          |         |        | 8'23"42    | 1          | 8'14"79 | 5      |
| 3000 siepi        | Vincent Zouaoui-Dandrieux                                                                         |          |          |         |        | 8'27"91    | 7          |         |        |
| 3000 siepi        | Mahiedine Mekhissi-Benabbad                                                                       |          |          |         |        | 8'16"95    | 2          | 8'10"49 |        |
| Staffetta 4x100 m | David Alerte Christophe Lemaitre Martial Mbandjock Issa Aimé Nthépé Ronald Pognon Manuel Reynaert |          |          |         |        | 39"53      | 6          |         |        |
| Staffetta 4x400 m | Leslie Djhone Richard Maunier Ydrissa M'Barke Brice Panel Teddy Venel                             |          |          |         |        | 3'03"19    | 8          |         |        |

| Gara         | Atleta        | Tempo        | Posizione    |
| ------------ | ------------- | ------------ | ------------ |
| Maratona     | Simon Munyutu | 2h 25'50"    | 57           |
| Marcia 50 km | Eddy Riva     | 4h 00'49"    | 28           |
| Marcia 50 km | Yohann Diniz  | non concluso | non concluso |

| Gara             | Atleta         | Qualificazioni | Qualificazioni | Finale | Finale |
| Gara             | Atleta         | Misura         | Pos.           | Misura | Pos.   |
| ---------------- | -------------- | -------------- | -------------- | ------ | ------ |
| Salto in alto    | Mickaël Hanany | 2,25 m         | 14             |        |        |
| Salto con l'asta | Romain Mesnil  | 5,55 m         | 14             |        |        |
| Salto con l'asta | Jérôme Clavier | 5,65 m         | 3              | 5,60 m | 7      |
| Salto in lungo   | Salim Sdiri    | 7,81 m         | 21             |        |        |
| Salto triplo     | Colomba Fofana | 16,42 m        | 29             |        |        |
| Getto del peso   | Yves Niaré     | 19,73 m        | 23             |        |        |

| Prova                | Romain Barras | Romain Barras | Romain Barras |
| Prova                | Risultato     | Punti         | Pos.          |
| -------------------- | ------------- | ------------- | ------------- |
| 100 metri            | 11"26         | 804           | 29            |
| Salto in lungo       | 7,08 m        | 833           | 19            |
| Getto del peso       | 15,42 m       | 816           | 7             |
| Salto in alto        | 1,96 m        | 767           | 18            |
| 400 metri            | 49"51         | 837           | 15            |
| 110 metri ostacoli   | 14"21         | 948           | 7             |
| Lancio del disco     | 45,17 m       | 770           | 15            |
| Salto con l'asta     | 5,00 m        | 910           | 3             |
| Tiro del giavellotto | 65,40 m       | 819           | 7             |
| 1500 metri           | 4'29"29       | 749           | 5             |
| Totale               |               | 8253          | 5             |

| 100 m                           | Christine Arron                                                                                           | 11"37 | 1 | 11"36   | 4 |              |              |  |  |  |  |  |  |
| 200 m                           | Muriel Hurtis-Houairi                                                                                     | 22"72 | 2 | 22"89   | 2 | 22"71        | 5            |  |  |  |  |  |  |
| 800 m                           | Élodie Guégan                                                                                             |       |   | 2'03"85 | 3 | non concluso | non concluso |  |  |  |  |  |  |
| 100 m ostacoli                  | Reïna-Flor Okori                                                                                          |       |   | 12"98   | 3 | 13"05        | 6            |  |  |  |  |  |  |
| 3000 siepi                      | Sophie Duarte                                                                                             |       |   |         |   | 9'38"08      | 7            |  |  |  |  |  |  |
| Staffetta 4x100 metri femminile | Christine Arron Muriel Hurtis-Houairi Ayodele Ikuesan Lina Jacques-Sébastien Carima Louami Myriam Soumaré |       |   |         |   | non concluso | non concluso |  |  |  |  |  |  |
| Staffetta 4x400 metri femminile | Phara Anacharsis Solen Desert Élodie Guégan Aurore Kassambara Virginie Michanol Thélia Sigère             |       |   |         |   | 3'26"61      | 5            |  |  |  |  |  |  |

| Gara     | Atleta          | Tempo     | Posizione |
| -------- | --------------- | --------- | --------- |
| Maratona | Melanie Skotnik | 2h 31'48" | 20        |

| Gara                | Atleta               | Qualificazioni | Qualificazioni | Finale  | Finale |
| Gara                | Atleta               | Misura         | Pos.           | Misura  | Pos.   |
| ------------------- | -------------------- | -------------- | -------------- | ------- | ------ |
| Salto in alto       | Melanie Skotnik      | 1,89 m         | 16             |         |        |
| Salto con l'asta    | Vanessa Boslak       | 4,50 m         | 2              | 4,55 m  | 9      |
| Salto con l'asta    | Marion Buisson       | 4,15 m         | 23             |         |        |
| Salto triplo        | Teresa Nzola Meso    | 14,11 m        | 14             |         |        |
| Lancio del disco    | Mélina Robert-Michon | 62,21 m        | 5              | 60,66 m | 8      |
| Lancio del martello | Stéphanie Falzon     | 68,94 m        | 14             |         |        |
| Lancio del martello | Manuela Montebrun    | 72,81 m        | 4              | 72,54 m | 5      |
| Lancio del martello | Amélie Perrin        | nessuna misura | -              |         |        |

| Prova                | Marie Collonvillé | Marie Collonvillé | Marie Collonvillé | Antoinette Nana Djimou Ida | Antoinette Nana Djimou Ida | Antoinette Nana Djimou Ida |
| Prova                | Risultato         | Punti             | Pos.              | Risultato                  | Punti                      | Pos.                       |
| -------------------- | ----------------- | ----------------- | ----------------- | -------------------------- | -------------------------- | -------------------------- |
| 100 metri ostacoli   | 13"57             | 1040              | 12                | 13"85                      | 1000                       | 23                         |
| Salto in alto        | 1,86 m            | 1054              | 4                 | 1,81 m                     | 867                        | 30                         |
| Getto del peso       | 12,42 m           | 689               | 32                | 13,12 m                    | 735                        | 21                         |
| 200 metri            | 25"06             | 881               | 27                | 24"90                      | 896                        | 23                         |
| Salto in lungo       | 6,21 m            | 915               | 9                 | 6,16 m                     | 899                        | 11                         |
| Tiro del giavellotto | 46,14 m           | 785               | 11                | 49,32 m                    | 847                        | 4                          |
| 800 metri            | 2'11"81           | 938               | 9                 | 2'20"96                    | 811                        | 26                         |
| Totale               |                   | 6302              | 12                |                            | 6055                       | 18                         |

## Badminton
| Gara              | Atleta            | Turno 1                                      | Sedicesimi                       | Ottavi                                     | Quarti                               | Semifinali | Finale |
| ----------------- | ----------------- | -------------------------------------------- | -------------------------------- | ------------------------------------------ | ------------------------------------ | ---------- | ------ |
| Singolo maschile  | Erwin Kehlhoffner | Stuart Gomez (Australia) 19-21, 22-20, 21-15 | Eli Mambwe (Zambia) 21-15, 21-17 | Chen Jin (Cina) 10-21, 6-21                |                                      |            |        |
| Singolo femminile | Pi Hongyan        | bye                                          | Claudia Rivero (Perù) 21-6, 21-9 | Eriko Hirose (Giappone) 21-12, 16-21, 21-6 | Zhang Ning (Cina) 8-21, 21-19, 19-21 |            |        |

## Canoa/kayak
| Gara      | Atleta                            | Batterie | Batterie | Semifinali | Semifinali | Finale   | Finale |
| Gara      | Atleta                            | Tempo    | Pos.     | Tempo      | Pos.       | Tempo    | Pos.   |
| --------- | --------------------------------- | -------- | -------- | ---------- | ---------- | -------- | ------ |
| K1 500 m  | Arnaud Hybois                     | 1'37"902 | 4        | 1'43"559   | 5          |          |        |
| K2 500 m  | Sébastien Jouve Vincent Lecrubier | 1'29"805 | 2        | bye        | bye        | 1'31"312 | 7      |
| K2 1000 m | Philippe Colin Cyrille Carré      | 3'18"968 | 3        | bye        | bye        | 3'16"532 | 6      |
| C1 500 m  | Mathieu Goubel                    | 1'49"527 | 3        | 1'52"239   | 2          | 1'49"056 | 4      |
| C1 1000 m | Mathieu Goubel                    | 3'56"972 | 2        | 3'57"607   | 1          | 3'57"889 | 7      |
| K2 500 m  | William Tchamba Bertrand Hemonic  | 1'43"453 | 6        | 1'43"874   | 6          |          |        |
| K2 1000 m | William Tchamba Bertrand Hemonic  | 3'46"431 | 5        | 3'48"406   | 6          |          |        |

| Gara     | Atleta                          | Batterie | Batterie | Semifinali | Semifinali | Finale   | Finale |
| Gara     | Atleta                          | Tempo    | Pos.     | Tempo      | Pos.       | Tempo    | Pos.   |
| -------- | ------------------------------- | -------- | -------- | ---------- | ---------- | -------- | ------ |
| K2 500 m | Marie Delattre Anne-Laure Viard | 1'43"832 | 2        | bye        | bye        | 1'42"168 |        |

| Gara         | Atleta                     | Preliminari | Preliminari | Preliminari | Preliminari | Semifinali | Semifinali | Finale | Finale | Finale | Finale |
| Gara         | Atleta                     | Manche 1    | Manche 2    | Totale      | Pos.        | Tempo      | Pos.       | Tempo  | Pos.   | Totale | Pos.   |
| ------------ | -------------------------- | ----------- | ----------- | ----------- | ----------- | ---------- | ---------- | ------ | ------ | ------ | ------ |
| C1 maschile  | Tony Estanguet             | 89"99       | 86"09       | 176"08      | 6           | 93"92      | 9          |        |        |        |        |
| C2 maschile  | Cédric Forgit Martin Braud | 96"17       | 92"39       | 188"56      | 2           | 102"76     | 5          | 95"43  | 1      | 198"19 | 4      |
| K1 maschile  | Fabien Lefèvre             | 85"66       | 84"70       | 168"06      | 2           | 87"21      | 3          | 86"09  | 2      | 173"30 |        |
| K1 femminile | Émilie Fer                 | 96"90       | 92"78       | 189"68      | 5           | 98"50      | 2          | 153"46 | 7      | 251"96 | 7      |

## Canottaggio
| Gara                     | Atleta                                                                  | Batterie | Batterie | Quarti/ Ripescaggi | Quarti/ Ripescaggi | Semifinali | Semifinali | Finale  | Finale       |
| Gara                     | Atleta                                                                  | Tempo    | Pos.     | Tempo              | Pos.               | Tempo      | Pos.       | Tempo   | Pos.         |
| ------------------------ | ----------------------------------------------------------------------- | -------- | -------- | ------------------ | ------------------ | ---------- | ---------- | ------- | ------------ |
| 2 senza                  | Erwan Peron Laurent Cadot                                               | 6'46"57  | 1        | bye                | bye                | 6'44"29    | 5          | 6'54"40 | 3 (finale B) |
| 2 di coppia              | Jean-Baptiste Macquet Adrien Hardy                                      | 6'21"92  | 2        | bye                | bye                | 6'18"86    | 1          | 6'33"36 | 5            |
| 2 di coppia pesi leggeri | Maxime Boisset Frédéric Dufour                                          | 6'20"17  | 2        | bye                | bye                | 6'41"18    | 5          | 6'32"65 | 5 (finale B) |
| 4 senza                  | Julien Desprès Benjamin Rondeau Germain Chardin Dorian Mortelette       | 6'05"00  | 4        | 6'00"01            | 2                  | 5'56"73    | 3          | 6'09"31 |              |
| 4 senza pesi leggeri     | Franck Solforosi Guillaume Raineau Jean-Christophe Bette Fabien Tilliet | 5'51"68  | 2        | bye                | bye                | 6'07"26    | 2          | 5'51"22 | 4            |
| 4 di coppia              | Jonathan Coeffic Pierre-Jean Peltier Julien Bahain Cédric Berrest       | 5'41"75  | 2        | bye                | bye                | 5'53"04    | 3          | 5'44"34 |              |

| Gara    | Atleta                                | Batterie | Batterie | Quarti/ Ripescaggi | Quarti/ Ripescaggi | Semifinali | Semifinali | Finale  | Finale       |
| Gara    | Atleta                                | Tempo    | Pos.     | Tempo              | Pos.               | Tempo      | Pos.       | Tempo   | Pos.         |
| ------- | ------------------------------------- | -------- | -------- | ------------------ | ------------------ | ---------- | ---------- | ------- | ------------ |
| Singolo | Sophie Balmary                        | 7'47"37  | 3        | 7'37"01            | 2                  | 7'56"73    | 6          | 7'58"88 | 6 (finale B) |
| 2 senza | Inene Pascal-Pretre Stephanie Dechand | 7'42"92  | 5        | 7'41"87            | 4                  |            |            | 7'36"25 | 2 (finale B) |

## Ciclismo

### BMX
| Gara          | Atleta                 | Qualificazione | Qualificazione | Quarti | Quarti | Semifinali | Semifinali | Finale       | Finale |
| Gara          | Atleta                 | Tempo          | Pos.           | Punti  | Pos.   | Punti      | Pos.       | Tempo        | Pos.   |
| ------------- | ---------------------- | -------------- | -------------- | ------ | ------ | ---------- | ---------- | ------------ | ------ |
| BMX maschile  | Thomas Allier          | 36"649         | 19             | 16     | 6      |            |            |              |        |
| BMX maschile  | Damien Godet           | 36"008         | 3              | 13     | 4      | 14         | 4          | non concluso | 8      |
| BMX femminile | Anne-Caroline Chausson | 36"660         | 1              |        |        | 4          | 1          | 35"976       |        |
| BMX femminile | Laëtitia Le Corguillé  | 37"145         | 3              |        |        | 4          | 1          | 38"402       |        |

### Su pista
| Gara                 | Atleta                                                              | Qualificazione | Qualificazione | Secondo turno | Secondo turno | Finale | Finale     |
| Gara                 | Atleta                                                              | Tempo          | Pos.           | Tempo         | Pos.          | Tempo  | Avversario |
| -------------------- | ------------------------------------------------------------------- | -------------- | -------------- | ------------- | ------------- | ------ | ---------- |
| Individuale maschile | Fabien Sanchez                                                      | 4'33"100       | 15             |               |               |        |            |
| Squadre maschile     | Damien Gaudin Matthieu Ladagnous Christophe Riblon Nicolas Rousseau | 4'03"679       | 5              | squalificati  | squalificati  |        |            |

| Velocità maschile  | Kévin Sireau                               | 10"098 | 4 | Michael Blatchford (Stati Uniti) Vinto (10"742) | Theo Bos (Paesi Bassi) Perso (10"777) Primo nei ripescaggi | Jason Kenny (Gran Bretagna) 0-2 |                                     |                                |
| Velocità maschile  | Mickaël Bourgain                           | 10"123 | 5 | Tsubasa Kitatsuru (Giappone) Vinto (10"672)     | Roberto Chiappa (Italia) Vinto (10"734)                    | Theo Bos (Paesi Bassi) 2-0      | Chris Hoy (Gran Bretagna) 0-2       | Maximilian Levy (Germania) 2-1 |
| Squadre maschile   | Grégory Baugé Kévin Sireau Arnaud Tournant | 43"541 | 2 |                                                 |                                                            | Malaysia Vinto (43"556-44"822)  | Gran Bretagna Perso (43"651-43"128) |                                |
| Velocità femminile | Clara Sanchez                              | 11"365 | 6 |                                                 | Natallia Tsylinskaya (Bielorussia) Vinto (11"607)          | Anna Meares (Australia) 0-2     |                                     |                                |

| Gara                    | Atleta                             | Punti | Pos. |
| ----------------------- | ---------------------------------- | ----- | ---- |
| Corsa a punti maschile  | Christophe Riblon                  | -17   | 21   |
| Madison maschile        | Matthieu Ladagnous Jérôme Neuville | 12    | 7    |
| corsa a punti femminile | Pascale Jeuland                    | 8     | 7    |

| Atleta          | Preliminari | Ripescaggi | Semifinale | Finale |
| --------------- | ----------- | ---------- | ---------- | ------ |
| Grégory Baugé   | 4           | 1          | 5          |        |
| Arnaud Tournant | 4           | 1          | 3          | 6      |

### Su strada e Cross country
| Gara                     | Atleta                   | Tempo        | Posizione    |
| ------------------------ | ------------------------ | ------------ | ------------ |
| Corsa in linea maschile  | Cyril Dessel             | non concluso | non concluso |
| Corsa in linea maschile  | Pierrick Fédrigo         | non concluso | non concluso |
| Corsa in linea maschile  | Rémi Pauriol             | 6h 26'17"    | 34           |
| Corsa in linea maschile  | Jérôme Pineau            | 6h 24'11"    | 14           |
| Corsa in linea maschile  | Pierre Rolland           | non concluso |              |
| Corsa in linea femminile | Jeannie Longo-Ciprelli   | 3h 32'57"    | 24           |
| Corsa in linea femminile | Maryline Salvetat        | 3h 32'45"    | 14           |
| Corsa in linea femminile | Christel Ferrier Bruneau | 3h 32'45"    | 13           |
| Cronometro femminile     | Jeannie Longo-Ciprelli   | 35'52"       | 4            |
| Cronometro femminile     | Maryline Salvetat        | 38'09"       | 20           |
| Cross country maschile   | Julien Absalon           | 1h 55'59"    |              |
| Cross country maschile   | Jean-Christophe Péraud   | 1h 57'06"    |              |
| Cross country maschile   | Cédric Ravanel           | 2h 01'38"    | 14           |
| Cross country femminile  | Laurence Leboucher       | 2h 00'55"    | 17           |

## Equitazione
| Gara        | Atleta                                        | Cavallo           | Dressage | Cross country | Salto | Salto di finale | Totale  | Posizione |
| ----------- | --------------------------------------------- | ----------------- | -------- | ------------- | ----- | --------------- | ------- | --------- |
| Individuale | Didier Dhennin                                | Ismene Du Temple  | 42,80    | 14,00         | 3     | 0               | 59,80   | 6         |
| Individuale | Eric Vigeanel                                 | Coronado Prior    | 53,00    | 26,00         | 0     | 4               | 83"00   | 20        |
| Individuale | Jean Renaud Adde                              | Haston D'Elpegere | 56,90    | eliminato     |       |                 |         |           |
| Squadre     | Didier Dhennin Eric Vigeanel Jean Renaud Adde | v. sopra          | 152,70   | 983,10        | 3     |                 | 1138,80 | 11        |

| Gara        | Atleta                                    | Cavallo           | Test   | Test | Special test | Special test | Freestyle | Freestyle | Totale | Totale |
| Gara        | Atleta                                    | Cavallo           | Punti  | Pos. | Punti        | Pos.         | Punti     | Pos.      | Punti  | Pos.   |
| ----------- | ----------------------------------------- | ----------------- | ------ | ---- | ------------ | ------------ | --------- | --------- | ------ | ------ |
| Individuale | Marc Boblet                               | Whitini Star      | 66,125 | 21   | 65,640       | 21           |           |           |        |        |
| Individuale | Julia Chevanne                            | Calimucho         | 62,250 | 32   |              |              |           |           |        |        |
| Individuale | Hubert Perring                            | Diablo St Maurice | 66,833 | 20   | 62,680       | 25           |           |           |        |        |
| Squadre     | Marc Boblet Julia Chevanne Hubert Perring | v. sopra          |        |      |              |              | 65,403    | 7         |        |        |

## Ginnastica

### Ginnastica artistica
| Gara                         | Atleta                                                                                                  | Volteggio | Corpo libero | Cavallo con maniglie | Anelli | Parallele | Sbarra | Trave  | Totale  | Posizione | Finali                       |
| ---------------------------- | --- | --------- | ------------ | -------------------- | ------ | --------- | ------ | ------ | ------- | --------- | ---------------------------- |
| Qualificazioni maschili      | Thomas Bouhail                                                                                          | 15,125    | 13,850       | 13,700               | 16,625 | 14,675    | 14,575 |        | 88,550  | 27        | concorso completo, volteggio |
| Qualificazioni maschili      | Benoît Caranobe                                                                                         | 15,125    | 14,250       | 15,100               | 16,500 | 15,275    | 14,675 |        | 90,925  | 10        | concorso completo, volteggio |
| Qualificazioni maschili      | Yann Cucherat                                                                                           | -         | -            | -                    | -      | 16,000    | 15,850 |        | 31,850  | 84        | sbarra                       |
| Qualificazioni maschili      | Danny Pinheiro Rodrigues                                                                                | 14,200    | 13,400       | 15,800               | -      | -         | -      |        | 43,400  | 80        | anelli                       |
| Qualificazioni maschili      | Hamilton Sabot                                                                                          | 14,575    | 14,025       | 14,375               | 15,400 | 15,400    | 13,975 |        | 87,750  | 30        | nessuna                      |
| Qualificazioni maschili      | Dimitri Karbanenko                                                                                      | 14,050    | 13,700       | 13,675               | 16,125 | 15,500    | 15,450 |        | 88,500  | 28        | nessuna                      |
| Concorso a squadre maschile  | Thomas Bouhail Benoît Caranobe Yann Cucherat Danny Pinheiro Rodrigues Hamilton Sabot Dimitri Karbanenko | 59,025    | 55,825       | 58,975               | 64,650 | 62,175    | 60,500 |        | 361,200 | 7         | sì                           |
| Qualificazioni femminili     | Marine Debauve                                                                                          | -         | -            |                      |        | 14,625    |        | 14,100 | 28,725  | 87        | nessuna                      |
| Qualificazioni femminili     | Laetitia Dugain                                                                                         | 14,350    | 14,625       |                      |        | 14,975    |        | 14,325 | 58,275  | 22        | concorso completo            |
| Qualificazioni femminili     | Katheleen Lindor                                                                                        | 14,900    | 14,700       |                      |        | 14,575    |        | -      | 44,175  | 64        | nessuna                      |
| Qualificazioni femminili     | Pauline Morel                                                                                           | 14,275    | 14,800       |                      |        | 13,750    |        | 14,625 | 57,450  | 29        | nessuna                      |
| Qualificazioni femminili     | Marine Petit                                                                                            | 14,850    | 14,325       |                      |        | 14,800    |        | 14,375 | 58,350  | 20        | concorso completo            |
| Qualificazioni femminili     | Rose-Eliandre Bellemare                                                                                 | 14,725    | 14,400       |                      |        | -         |        | 14,225 | 43,350  | 70        | nessuna                      |
| Concorso a squadre femminile | Marine Debauve Laetitia Dugain Katheleen Lindor Pauline Morel Marine Petit Rose-Eliandre Bellemare      | 58,825    | 58,525       |                      |        | 58,975    |        | 57,550 | 233,875 | 6         | 2ì                           |

| Gara                           | Atleta                                                                                                  | Punteggio | Posizione |
| ------------------------------ | --- | --------- | --------- |
| Concorso individuale maschile  | Thomas Bouhail                                                                                          | 87,200    | 21        |
| Concorso individuale maschile  | Benoît Caranobe                                                                                         | 91,925    |           |
| Volteggio maschile             | Thomas Bouhail                                                                                          | 16,537    |           |
| Volteggio maschile             | Benoît Caranobe                                                                                         | 16,437    | 5         |
| Sbarra maschile                | Yann Cucherat                                                                                           | 14,825    | 8         |
| Anelli maschili                | Danny Pinheiro Rodrigues                                                                                | 16,225    | 5         |
| Concorso a squadre maschile    | Thomas Bouhail Benoît Caranobe Yann Cucherat Danny Pinheiro Rodrigues Hamilton Sabot Dimitri Karbanenko | 272,875   | 8         |
| Concorso individuale femminile | Laetitia Dugain                                                                                         | 56,775    | 23        |
| Concorso individuale femminile | Marine Petit                                                                                            | 57,975    | 19        |
| Concorso a squadre femminile   | Marine Debauve Laetitia Dugain Katheleen Lindor Pauline Morel Marine Petit Rose-Eliandre Bellemare      | 175,275   | 7         |

### Trampolino
| Gara                | Atleta          | Qualificazioni | Qualificazioni | Finale | Finale |
| Gara                | Atleta          | Punti          | Pos.           | Punti  | Pos.   |
| ------------------- | --------------- | -------------- | -------------- | ------ | ------ |
| Trampolino maschile | Gregoire Pennes | 68,70          | 12             |        |        |

## Judo
| Gara    | Atleta                   | Tabellone principale                 | Tabellone principale                        | Tabellone principale                    | Tabellone principale                    | Tabellone principale                  | Ripescaggi | Ripescaggi                           | Ripescaggi                          | Ripescaggi                            |
| Gara    | Atleta                   | Sedicesimi                           | Ottavi                                      | Quarti                                  | Semifinali                              | Finale                                | 1º turno   | Quarti                               | Semifinali                          | Finale                                |
| ------- | ------------------------ | ------------------------------------ | ------------------------------------------- | --------------------------------------- | --------------------------------------- | ------------------------------------- | ---------- | ------------------------------------ | ----------------------------------- | ------------------------------------- |
| 60 kg   | Dimitri Dragin           | Nestor Khergiani (Georgia) 0101-0010 | Gal Yekutiel (Israele) 1000-0000            | Ruslan Kishmakhov (Russia) 0002-0000    | Ludwig Paischer (Austria) 0000-1001     |                                       |            |                                      |                                     | Rishod Sobirov (Uzbekistan) 0000-0001 |
| 66 kg   | Benjamin Darbelet        | Rachid Rguig (Marocco) 1002-0000     | Sasha Mehmedovic (Canada) 0001-0000         | Alim Gadanov (Russia) 1010-0010         | Pak Chol-min (Corea del Nord) 0201-0001 | Masato Uchishiba (Giappone) 0000-1000 |            |                                      |                                     |                                       |
| 81 kg   | Anthony Rodriguez        | Oscar Cardenas (Cuba) 0001-0110      |                                             |                                         |                                         |                                       |            |                                      |                                     |                                       |
| 90 kg   | Yves-Matthieu Dafreville | Asley González (Cuba) 1000-0000      | Roberto Meloni (Italia) 0010-0000           | Eduardo Santos (Brasile) 1011-0001      | Amar Benikhlef (Algeria) 0000-0001      |                                       |            |                                      |                                     | Hesham Mesbah (Egitto) 0000-0001      |
| 100 kg  | Frederic Demontfaucon    | Arik Zeevi (Israele) 0001-0010       |                                             |                                         |                                         |                                       |            |                                      |                                     |                                       |
| +100 kg | Teddy Riner              | Anis Chedli (Tunisia) 0010-0000      | Yeldos Ikhsangaliyev (Kazakistan) 1000-0000 | Abdullo Tangriev (Uzbekistan) 0000-0001 |                                         |                                       |            | Andreas Toelzer (Germania) 0020-0010 | Joao Schlittler (Brasile) 1000-0000 | Lasha Gujejiani (Georgia) 1011-0000   |

| Gara   | Atleta               | Tabellone principale                    | Tabellone principale                   | Tabellone principale                  | Tabellone principale                 | Tabellone principale                | Ripescaggi | Ripescaggi                             | Ripescaggi                                 | Ripescaggi                           |
| Gara   | Atleta               | Sedicesimi                              | Ottavi                                 | Quarti                                | Semifinali                           | Finale                              | 1º turno   | Quarti                                 | Semifinali                                 | Finale                               |
| ------ | -------------------- | --------------------------------------- | -------------------------------------- | ------------------------------------- | ------------------------------------ | ----------------------------------- | ---------- | -------------------------------------- | ------------------------------------------ | ------------------------------------ |
| 48 kg  | Frédérique Jossinet  | Kelbet Nurgazina (Kazakistan) 0000-1000 |                                        |                                       |                                      |                                     |            |                                        |                                            |                                      |
| 52 kg  | Audrey la Rizza      | Ilse Heylen (Belgio) 0000-0001          |                                        |                                       |                                      |                                     |            |                                        |                                            |                                      |
| 57 kg  | Barbara Harel        | bye                                     | Kye Sun Hui (Corea del Nord) 0101-0010 | Giulia Quintavalle (Italia) 0001-0010 |                                      |                                     |            | Yvonne Bönisch (Germania) 0001-0000    | Bernadett Baczko (Ungheria) 0110-0010      | Xu Yan (Cina) 0101-1000              |
| 63 kg  | Lucie Décosse        | Urška Žolnir (Slovenia) 1010-0000       | Alice Schlesinger (Israele) 0011-0000  | Anna von Harnier (Germania) 1001-0001 | Won Ok Im (Corea del Nord) 0211-0000 | Ayumi Tanimoto (Giappone) 0000-1000 |            |                                        |                                            |                                      |
| 70 kg  | Gévrise Émane        | bye                                     | Leire Iglesias (Spagna) 0000-0001      |                                       |                                      |                                     |            |                                        |                                            |                                      |
| 78 kg  | Stéphanie Possamaï   | Lorena Briceño (Argentina) 0001-0000    | Houda Miled (Tunisia) 1010-0012        | Yalennis Castillo (Cuba) 0000-0030    |                                      |                                     |            | Sagat Abikeyeva (Kazakistan) 1010-0001 | Heide Wollert (Germania) 0200-0000         | Esther San Miguel (Spagna) 0100-0010 |
| +78 kg | Anne-Sophie Mondiere | Mariya Shekerova (Uzbekistan) 0200-0000 | Maki Tsukada (Giappone) 0001-1000      |                                       |                                      |                                     |            | Vanessa Zambotti (Italia) 1010-0000    | Tserenkhand Dorjgotov (Mongolia) 0000-1000 |                                      |

## Lotta
| Gara  | Atleta             | Tabellone principale                   | Tabellone principale | Tabellone principale | Tabellone principale | Ripescaggi | Ripescaggi | Ripescaggi |
| Gara  | Atleta             | Ottavi                                 | Quarti               | Semifinali           | Finale               | Quarti     | Semifinali | Finale     |
| ----- | ------------------ | -------------------------------------- | -------------------- | -------------------- | -------------------- | ---------- | ---------- | ---------- |
| 96 kg | Vincent Aka Akesse | Khetag Gazyumov (Azerbaigian) 0-4, 0-4 |                      |                      |                      |            |            |            |

| Gara  | Atleta               | Tabellone principale                | Tabellone principale                | Tabellone principale                    | Tabellone principale                    | Tabellone principale | Ripescaggi | Ripescaggi | Ripescaggi                             |
| Gara  | Atleta               | Sedicesimi                          | Ottavi                              | Quarti                                  | Semifinali                              | Finale               | Quarti     | Semifinali | Finale                                 |
| ----- | -------------------- | ----------------------------------- | ----------------------------------- | --------------------------------------- | --------------------------------------- | -------------------- | ---------- | ---------- | -------------------------------------- |
| 48 kg | Vanessa Boubryemm    | Mayelis Caripa (Venezuela) 1-0, 1-0 | Zamira Rakhmanova (Russia) 3-1, 3-2 | Clarissa Chun (Stati Uniti) 1-6, 1-2    |                                         |                      |            |            |                                        |
| 63 kg | Lise Golliot-Legrand | bye                                 | Teresa Mendez (Spagna) 1-0, 2-0     | Monika Michalik (Polonia) 1-0, 0-3, 3-1 | Alena Kartashova (Russia) 2-1, 1-2, 0-6 |                      |            |            | Yelena Shalygina (Kazakistan) 0-5, 2-3 |
| 72 kg | Audrey Prieto        |                                     | Anita Schaetzle (Germania) 4-2, F   |                                         |                                         |                      |            |            |                                        |

| Gara   | Atleta              | Tabellone principale         | Tabellone principale                    | Tabellone principale                        | Tabellone principale                      | Tabellone principale                      | Ripescaggi | Ripescaggi                               | Ripescaggi                              |
| Gara   | Atleta              | Sedicesimi                   | Ottavi                                  | Quarti                                      | Semifinali                                | Finale                                    | Quarti     | Semifinali                               | Finale                                  |
| ------ | ------------------- | ---------------------------- | --------------------------------------- | ------------------------------------------- | ----------------------------------------- | ----------------------------------------- | ---------- | ---------------------------------------- | --------------------------------------- |
| 60 kg  | Sebastien Hidalgo   | bye                          | Roberto Monzon (Cuba) 1-2, 3-3, 0-6     |                                             |                                           |                                           |            |                                          |                                         |
| 66 kg  | Steeve Guénot       | Alain Milian (Cuba) 3-0, 2-1 | Tamas Loerincz (Ungheria) 0-2, 1-1, 1-1 | Mikhail Siamionau (Bielorussia) 2-1, 1-1    | Darkhan Bayakhmetov (Kazakistan) 1-1, 3-0 | Kanatbek Begaliev (Kirghizistan) 3-0, 3-1 |            |                                          |                                         |
| 74 kg  | Christophe Guenot   | bye                          | Manuchar Kvirkelia (Georgia) 0-5, 0-5   |                                             |                                           |                                           |            | Konstantin Schneider (Ungheria) 2-1, 2-1 | Peter Bacsi (Germania) 3-1, 0-4, 4-2    |
| 84 kg  | Mélonin Noumonvi    | bye                          | Andrea Minguzzi (Italia) 1-1, 1-1       |                                             |                                           |                                           |            | Aleksej Mišin (Russia) 0-3, 1-1, 1-1     | Ara Abrahamian (Svezia) 0-4, 1-1        |
| 120 kg | Yannick Szczepaniak | bye                          | Ivan Ivanov (Bulgaria) 1-1, 1-1, 1-1    | Mihály Deák-Bárdos (Ungheria) 1-1, 0-2, 1-1 | Khasan Baroev (Russia) 1-2, 1-1           |                                           |            |                                          | Mindaugas Mizgaitis (Lituania) 1-2, 1-2 |

## Nuoto
| Gara                           | Atleta                                                                                     | Batterie | Batterie | Semifinali  | Semifinali  | Finale     | Finale |
| Gara                           | Atleta                                                                                     | Tempo    | Pos.     | Tempo       | Pos.        | Tempo      | Pos.   |
| ------------------------------ | ------------------------------------------------------------------------------------------ | -------- | -------- | ----------- | ----------- | ---------- | ------ |
| 50 m stile libero              | Alain Bernard                                                                              | 21"78    | 2        | 21"54       | 1           | 21"49      |        |
| 50 m stile libero              | Amaury Leveaux                                                                             | 21"46    | 1        | 21"76       | 4           | 21"45      |        |
| 100 m stile libero             | Alain Bernard                                                                              | 47"85    | 1        | 47"20       | 1           | 47"21      |        |
| 100 m stile libero             | Fabien Gilot                                                                               | 48"42    | 13       | 49"00       | 15          |            |        |
| 200 m stile libero             | Amaury Leveaux                                                                             | 1'47"44  | 13       | non partito | non partito |            |        |
| 400 m stile libero             | Nicolas Rostoucher                                                                         |          |          | 3'47"15     | 14          |            |        |
| 400 m stile libero             | Sébastien Rouault                                                                          |          |          | 3'48"84     | 23          |            |        |
| 1500 m stile libero            | Nicolas Rostoucher                                                                         |          |          | 15'00"58    | 13          |            |        |
| 1500 m stile libero            | Sébastien Rouault                                                                          |          |          | 15'21"14    | 27          |            |        |
| 200 m dorso                    | Simon Dufour                                                                               | 2'02"00  | 34       |             |             |            |        |
| 200 m dorso                    | Pierre Roger                                                                               | 1'59"01  | 17       |             |             |            |        |
| 100 m rana                     | Hugues Duboscq                                                                             | 59"67    | 3        | 59"83       | 4           | 59"37      |        |
| 200 m rana                     | Hugues Duboscq                                                                             | 2'09"42  | 4        | 2'09"97     | 2           | 2'08"94    |        |
| 200 m rana                     | Julien Nicolardot                                                                          | 2'12"76  | 28       |             |             |            |        |
| 100 m farfalla                 | Frédérick Bousquet                                                                         | 51"83    | 11       | 52"94       | 16          |            |        |
| 100 m farfalla                 | Christophe Lebon                                                                           | 52"56    | 31       |             |             |            |        |
| 200 m farfalla                 | Christophe Lebon                                                                           | 1'56"63  | 17       |             |             |            |        |
| 400 m misti                    | Pierre Henri                                                                               |          |          | 4'22"41     | 21          |            |        |
| Staffetta 4x100 m stile libero | Alain Bernard Frédérick Bousquet Fabien Gilot Amaury Leveaux Grégory Mallet Boris Steimetz |          |          | 3'12"36     | 2           | 3'08"32    |        |
| Staffetta 4x200 m stile libero | Clément Lefert Sébastien Bodet Matthieu Madelaine Amaury Leveaux                           |          |          | 7'13"57     | 10          |            |        |
| Staffetta 4x100 m misti        | Hugues Duboscq Fabien Gilot Christophe Lebon Benjamin Stasiulis                            |          |          | 3'34"78     | 9           |            |        |
| Fondo 10 km                    | Gilles Rondy                                                                               |          |          |             |             | 1h 52'16"7 | 15     |

| Gara                           | Atleta                                                                                             | Batterie | Batterie | Semifinali | Semifinali | Finale     | Finale |
| Gara                           | Atleta                                                                                             | Tempo    | Pos.     | Tempo      | Pos.       | Tempo      | Pos.   |
| ------------------------------ | -------------------------------------------------------------------------------------------------- | -------- | -------- | ---------- | ---------- | ---------- | ------ |
| 50 m stile libero              | Céline Couderc                                                                                     | 25"22    | 34       |            |            |            |        |
| 50 m stile libero              | Malia Metella                                                                                      | 24"95    | 10       | 24"89      | 12         |            |        |
| 100 m stile libero             | Malia Metella                                                                                      | 54"12    | 11       | 54"20      | 9          |            |        |
| 100 m stile libero             | Alena Popchanka                                                                                    | 54"86    | 18       |            |            |            |        |
| 200 m stile libero             | Aurore Mongel                                                                                      | 1'58"11  | 15       | 1'58"08    | 10         |            |        |
| 200 m stile libero             | Ophélie-Cyrielle Étienne                                                                           | 1'57"93  | 11       | 1'58"00    | 8          | 1'57"83    | 8      |
| 400 m stile libero             | Coralie Balmy                                                                                      |          |          | 4'04"25    | 6          | 4'03"60    | 4      |
| 400 m stile libero             | Laure Manaudou                                                                                     |          |          | 4'04"93    | 8          | 4'11"26    | 8      |
| 800 m stile libero             | Coralie Balmy                                                                                      |          |          | 8'28"34    | 12         |            |        |
| 800 m stile libero             | Sophie Huber                                                                                       |          |          | 8'33"76    | 19         |            |        |
| 100 m dorso                    | Alexiane Castel                                                                                    | 1'01"44  | 23       |            |            |            |        |
| 100 m dorso                    | Laure Manaudou                                                                                     | 1'00"09  | 5        | 1'00"19    | 8          | 1'00"10    | 7      |
| 200 m dorso                    | Alexiane Castel                                                                                    | 2'09"37  | 8        | 2'10"04    | 13         |            |        |
| 200 m dorso                    | Laure Manaudou                                                                                     | 2'09"39  | 9        | 2'12"04    | 15         |            |        |
| 200 m rana                     | Sophie de Ronchi                                                                                   | 2'30"93  | 30       |            |            |            |        |
| 100 m farfalla                 | Aurore Mongel                                                                                      | 58"30    | 10       | 58"46      | 9          |            |        |
| 100 m farfalla                 | Alena Popchanka                                                                                    | 58"40    | 14       | 58"55      | 10         |            |        |
| 200 m farfalla                 | Aurore Mongel                                                                                      | 2'06"49  | 2        | 2'07"21    | 7          | 2'07"36    | 6      |
| 200 m farfalla                 | Magali Rousseau                                                                                    | 2'13"12  | 28       |            |            |            |        |
| 200 m misti                    | Camille Muffat                                                                                     | 2'12"16  | 7        | 2'12"36    | 12         |            |        |
| 200 m misti                    | Cylia Vabre                                                                                        | 2'14"34  | 21       |            |            |            |        |
| 400 m misti                    | Joanne Andraca                                                                                     |          |          | 4'43"88    | 23         |            |        |
| 400 m misti                    | Camille Muffat                                                                                     |          |          | 4'40"29    | 19         |            |        |
| Staffetta 4x100 m stile libero | Céline Couderc Ophélie-Cyrielle Étienne Malia Metella Alena Popchanka Hanna Shcherba-Lorgeril      |          |          | 3'37"76    | 5          | 3'37"68    | 6      |
| Staffetta 4x200 m stile libero | Coralie Balmy Céline Couderc Ophélie-Cyrielle Étienne Aurore Mongel Camille Muffat Alena Popchanka |          |          | 7'50"37    | 1          | 7'50"66    | 5      |
| Staffetta 4x100 m misti        | Alexianne Castel Sophie de Ronchi Aurore Mongel Alena Popchanka                                    |          |          | 4'02"95    | 11         |            |        |
| Fondo 10 km                    | Aurélie Muller                                                                                     |          |          |            |            | 2h 02'04"1 | 21     |

## Nuoto sincronizzato
| Gara | Atlete                                  | Technical Routine | Technical Routine | Free Routine (preliminari) | Free Routine (preliminari) | Free Routine (finale) | Free Routine (finale) | Punteggio totale | Posizione finale |
| Gara | Atlete                                  | Punteggio         | Pos.              | Punteggio                  | Pos.                       | Punteggio             | Pos.                  | Punteggio totale | Posizione finale |
| ---- | --------------------------------------- | ----------------- | ----------------- | -------------------------- | -------------------------- | --------------------- | --------------------- | ---------------- | ---------------- |
| Duo  | Apolline Dreyfuss Lila Meessemann-Bakir | 44,750            | 11                | 45,250                     | 11                         | 45,583                | 11                    | 90,333           | 11               |

## Pallamano

### Torneo maschile
La nazionale francese si è qualificata per i Giochi nel secondo torneo preolimpico.

#### Squadra
La squadra era formata da:
- Luc Abalo (ala destra)
- Joël Abati (terzino destro)
- Cédric Burdet (terzino destro)
- Didier Dinart (pivot)
- Jérôme Fernandez (terzino destro)
- Bertrand Gille (centrale)
- Guillaume Gille (pivot)
- Olivier Girault (ala sinistra)
- Michaël Guigou (ala sinistra)
- Nikola Karabatić (terzino sinistro)
- Daouda Karaboué (portiere)
- Christophe Kempe (pivot)
- Daniel Narcisse (centrale)
- Thierry Omeyer (portiere)
- Cédric Paty (terzino destro)

#### Prima fase
| Arbitro: | Din (ROU), Dinu (ROU) |

|           |           |         |
| Girault 7 | Marcatori | Ertel 5 |

| Arbitro: | Canbro (SVE), Claesson (SVE) |

|       |           |                            |
| Hao 5 | Marcatori | Abalo, Guigou, Karabatic 5 |

| Arbitro: | Chernega (RUS), Paladenko (RUS) |

|            |           |          |
| Gille B. 7 | Marcatori | Dzomba 5 |

| Arbitro: | Lemme (GER), Ullrich (GER) |

|         |           |          |
| Gille 6 | Marcatori | Garcia 7 |

| Arbitro: | Liudowyk (UKR), Vakula (UKR) |

|           |           |             |
| Jurecki 7 | Marcatori | Karabatić 8 |

| Squadra    | Giocate | Vinte | Pareggiate | Perse | Gol fatti | Gol subiti | Differenza reti | Punti |
| ---------- | ------- | ----- | ---------- | ----- | --------- | ---------- | --------------- | ----- |
| 1. Francia | 5       | 4     | 1          | 0     | 148       | 115        | 33              | 9     |
| 2. Polonia | 5       | 3     | 1          | 1     | 147       | 128        | 19              | 7     |
| 3. Croazia | 5       | 3     | 0          | 2     | 140       | 115        | 25              | 6     |
| 4. Spagna  | 5       | 3     | 0          | 2     | 152       | 145        | 7               | 6     |
| 5. Brasile | 5       | 1     | 0          | 4     | 129       | 153        | -24             | 2     |
| 6. Cina    | 5       | 0     | 0          | 5     | 104       | 164        | -64             | 0     |

#### Seconda fase
Quarti di finale
| Arbitro: | Lemme (GER), Ullrich (GER) |

|            |           |             |
| Narcisse 9 | Marcatori | Koksharov 5 |

Semifinale
| Arbitro: | Chernega, Poladenko (RUS) |

|                    |           |                 |
| Burdet, Narcisse 6 | Marcatori | Horvat, Sprem 5 |

Finale
| Arbitro: | Lemme (GER), Ullrich (GER) |

|             |           |              |
| Karabatic 8 | Marcatori | Stefansson 5 |

### Torneo femminile
La nazionale francese si è qualificata per i Giochi nel terzo torneo preolimpico.

#### Squadra
La squadra era formata da:
- Camille Ayglon (terzino destro)
- Paule Baudouin (ala sinistra)
- Stephanie Cano (ala destra)
- Sophie Herbrecht (terzino destro)
- Nina Kamto Njitam (pivot)
- Alexandra Lacrabere (terzino destro)
- Amandine Leynaud (portiere)
- Valerie Nicolas (portiere)
- Veronique Pecqueux-Rolland (pivot)
- Mariama Signate (terzino sinistro)
- Raphaelle Tervel (ala sinistra)
- Maakan Tounkara (ala destra)
- Christine Vanparys-Torres (centrale)
- Isabelle Wendling (pivot)

#### Prima fase
| Arbitro: | Chernega, Poladenko |

|             |           |                      |
| Herbrecht 8 | Marcatori | Bengue, De Almeida 5 |

| Arbitro: | Breto, Huelin |

|               |           |             |
| Ajiderskaya 7 | Marcatori | Lacrabere 6 |

| Arbitro: | Lemme, Ullrich |

|          |           |          |
| Maier 11 | Marcatori | Tervel 6 |

| Arbitro: | Krstic, Ljubic |

|            |           |                      |
| Baudouin 6 | Marcatori | Nyberg, Riegelhuth 6 |

| Arbitro: | Liudowyk (UKR), Vakula (UKR) |

|          |           |      |
| Ayglon 5 | Marcatori | Wu 5 |

| Squadra       | Giocate | Vinte | Pareggiate | Perse | Gol fatti | Gol subiti | Differenza reti | Punti |
| ------------- | ------- | ----- | ---------- | ----- | --------- | ---------- | --------------- | ----- |
| 1. Norvegia   | 5       | 5     | 0          | 0     | 154       | 106        | +48             | 10    |
| 2. Romania    | 5       | 4     | 0          | 1     | 150       | 114        | +38             | 8     |
| 3. Cina       | 5       | 2     | 0          | 3     | 122       | 135        | -13             | 4     |
| 4. Francia    | 5       | 2     | 0          | 3     | 121       | 128        | -7              | 4     |
| 5. Kazakistan | 5       | 1     | 1          | 3     | 109       | 137        | -28             | 3     |
| 6. Angola     | 5       | 0     | 1          | 4     | 109       | 147        | -38             | 1     |

#### Seconda fase
Quarti di finale
| Arbitro: | Liu, Liu(CHN) |

|            |           |           |
| Bliznova 6 | Marcatori | Signate 7 |

Semifinale 5º-8º posto
| Arbitro: | Baum, Goralczyk (POL) |

|         |           |            |
| Maier 9 | Marcatori | Baudouin 7 |

Finale 5º-6º posto
| Arbitro: | Krstic (SLO), Ljubic (SLO) |

|          |           |                               |
| Liu Y. 7 | Marcatori | Herbrecht, Pecqueux-Rolland 7 |

## Pentathlon moderno
| Gara      | Atleta              | Tiro  | Tiro  | Scherma  | Scherma | Nuoto   | Nuoto | Equitazione  | Equitazione | Corsa    | Corsa | Punteggio totale | Posizione |
| Gara      | Atleta              | Punti | Punt. | Vittorie | Punt.   | Tempo   | Punt. | Punti        | Punt.       | Tempo    | Punt. | Punteggio totale | Posizione |
| --------- | ------------------- | ----- | ----- | -------- | ------- | ------- | ----- | ------------ | ----------- | -------- | ----- | ---------------- | --------- |
| Maschile  | Jean Maxence Berrou | 176   | 1048  | 10       | 640     | 2'04"52 | 1308  | 70"64        | 1060        | 9'21"71  | 1116  | 5172             | 23        |
| Maschile  | John Zakrzewski     | 168   | 952   | 19       | 856     | 2'04"23 | 1312  | non concluso | 160         | 10'04"15 | 984   | 4264             | 34        |
| Femminile | Amélie Caze         | 177   | 1060  | 22       | 928     | 2'11"29 | 1348  | 2"83         | 1116        | 10'59"82 | 1084  | 5536             | 9         |

## Pugilato
| Gara                | Atleta               | Sedicesimi                                | Ottavi                             | Quarti                                     | Semifinali                                | Finale                         |
| ------------------- | -------------------- | ----------------------------------------- | ---------------------------------- | ------------------------------------------ | ----------------------------------------- | ------------------------------ |
| Pesi mosca leggeri  | Nordine Oubaali      | Rafikjon Sultonov (Uzbekistan) 8-7        | Zou Shiming (Cina) 3-+3            |                                            |                                           |                                |
| Pesi mosca          | Jérôme Thomas        | Juan Carlos Payano (Rep. Dominicana) 6-10 |                                    |                                            |                                           |                                |
| Pesi gallo          | Ali Hallab           | Akhil Kumar (India) 5-12                  |                                    |                                            |                                           |                                |
| Pesi piuma          | Khedafi Djelkhir     | Paul Fleming (Australia) 13-9             | Raynell Williams (Stati Uniti) 9-4 | Arturo Santos Reyes (Messico) 14-9         | Shahin Imranov (Azerbaigian) ritiro       | Vasyl'Lomačenko (Ucraina) RSC  |
| Pesi leggeri        | Daouda Sow           | Kim Song-guk (Corea del Nord) 13-3        | José Pedraza (Porto Rico) 13-9     | Hu Qing (Cina) 9-6                         | Yordenis Ugás (Cuba) 15-8                 | Aleksej Tiščenko (Russia) 9-11 |
| Pesi welter leggeri | Alexis Vastine       | Egidijus Kavaliauskas (Lituania) 13-2     | Bradley Saunders (Russia) 11-7     | Uranchimegiin Mönkh-Erdene (Mongolia) 12-4 | Manuel Félix Díaz (Rep. Dominicana) 10-12 |                                |
| Pesi welter         | Jaoid Chiguer        | Aliasker Bashirov (Turkmenistan) 17-6     | Dilshod Mahmudov (Uzbekistan) 3-8  |                                            |                                           |                                |
| Pesi medi           | Jean-Mickaël Raymond | Elshod Rasulov (Uzbekistan) 2-8           |                                    |                                            |                                           |                                |
| Pesi massimi        | John M'Bumba         |                                           | Deivi Julio Blanco (Colombia) 11-5 | Rakhim Chakhkeiv (Russia) 9-18             |                                           |                                |

## Scherma
| Gara                 | Atleta                                        | Turno 1                                                                               | Sedicesimi                           | Ottavi                            | Quarti                             | Semifinali                    | Finale                          |  |
| -------------------- | --------------------------------------------- | ------------------------------------------------------------------------------------- | ------------------------------------ | --------------------------------- | ---------------------------------- | ----------------------------- | ------------------------------- |  |
| Fioretto individuale | Brice Guyart                                  |                                                                                       | Lahoussine Xavier Ali (Marocco) 15-3 | Erwann le Pechoux (Francia) 10-15 |                                    |                               |                                 |  |
| Fioretto individuale | Erwann le Pechoux                             |                                                                                       | bye                                  | Brice Guyart (Francia) 15-10      | Salvatore Sanzo (Italia) 9-10      |                               |                                 |  |
| Sciabola individuale | Nicolas Lopez                                 | Julien Ouedraogo ([[Birmania ai Giochi della XXIX Olimpiade\|Template:Naz/BUR]]) 15-6 | Stanislav Pozdnjakov (Russia) 15-8   | Oh Eunseok (Corea del Sud) 15-11  | Jorge Pina (Spagna) 15-10          | Mihai Covaliu (Romania) 15-13 | Zhong Man (Cina) 9-15           |  |
| Sciabola individuale | Julien Pillet                                 | bye                                                                                   | Wang Jingzhi (Cina) 15-14            | Rareș Dumitrescu (Romania) 15-13  | Keeth Smart (Stati Uniti) 15-13    | Zhong Man (Cina) 12-15        | Mihai Covaliu (Romania) 11-15   |  |
| Sciabola individuale | Boris Sanson                                  | bye                                                                                   | Tim Morehouse (Stati Uniti) 15-12    | Luigi Tarantino (Italia) 7-15     |                                    |                               |                                 |  |
| Spada individuale    | Fabrice Jeannet                               | Sergey Katchurin (Kirghizistan) 15-14                                                 | Weston Kelsey (Stati Uniti) 15-11    | Igor' Tichomirov (Ucraina) 15-7   | Jung Jin Sun (Corea del Sud) 15-11 | Gábor Boczkó (Ungheria) 15-12 | Matteo Tagliariol (Italia) 9-15 |  |
| Spada individuale    | Jérôme Jeannet                                | bye                                                                                   | Nikolai Novosjolov (Estonia) 15-14   | Jose Luis Abajo (Spagna) 9-15     |                                    |                               |                                 |  |
| Spada individuale    | Ulrich Robeiri                                | bye                                                                                   | Anton Avdeev (Russia) 15-11          | Matteo Tagliariol (Italia) 11-15  |                                    |                               |                                 |  |
| Sciabola a squadre   | Nicolas Lopez Julien Pillet Boris Sanson      |                                                                                       |                                      |                                   | Egitto 45-31                       | Italia 45-41                  | Stati Uniti 45-37               |  |
| Spada a squadre      | Fabrice Jeannet Jérôme Jeannet Ulrich Robeiri |                                                                                       |                                      | bye                               | Venezuela 45-33                    | Italia 45-39                  | Polonia 45-29                   |  |

| Gara                 | Atleta                                                   | Turno 1 | Sedicesimi                        | Ottavi                         | Quarti             | Semifinali | Finale            |
| -------------------- | -------------------------------------------------------- | ------- | --------------------------------- | ------------------------------ | ------------------ | ---------- | ----------------- |
| Fioretto individuale | Corinne Maîtrejean                                       | bye     | Erinn Smart (Stati Uniti) 15-9    | Katja Wächter (Germania) 10-15 |                    |            |                   |
| Sciabola individuale | Léonore Perrus                                           | bye     | Azza Besbes (Tunisia) 11-15       |                                |                    |            |                   |
| Sciabola individuale | Anne-Lise Touya                                          | bye     | Orsolya Nagy (Ungheria) 13-15     |                                |                    |            |                   |
| Sciabola individuale | Carole Vergne                                            | bye     | Kim Keumhwa (Corea del Sud) 14-15 |                                |                    |            |                   |
| Spada individuale    | Laura Flessel-Colovic                                    |         | Noam Mills (Israele) 15-8         | Zhong Weiping (Cina) 13-11     | Li Na (Cina) 10-15 |            |                   |
| Spada individuale    | Hajnalka Kiraly Picot                                    |         | Aya El Sayed (Egitto) 15-7        | Emma Samuelsson (Svezia) 13-15 |                    |            |                   |
| Sciabola a squadre   | Solenn Mary Léonore Perrus Anne-Lise Touya Carole Vergne |         |                                   |                                | Canada 45-22       | Cina 38-45 | Stati Uniti 38-45 |

## Sollevamento pesi
| Gara            | Atleta             | Strappo | Strappo | Slancio | Slancio | Totale | Posizione |
| Gara            | Atleta             | Ris.    | Pos.    | Ris.    | Pos.    | Totale | Posizione |
| --------------- | ------------------ | ------- | ------- | ------- | ------- | ------ | --------- |
| 69 kg maschile  | Vencelas Dabaya    | 151     | 5       | 187     | 2       | 338    |           |
| 77 kg maschile  | Giovanni Bardis    | 156     | 10      | 173     | 17      | 329    | 14        |
| 85 kg maschile  | Benjamin Hennequin | 162     | 10      | 205     | 3       | 367    | 6         |
| 48 kg femminile | Melanie Noel       | 80      | 6       | 97      | 7       | 177    | 7         |

## Taekwondo
| Gara            | Atleta          | Tabellone principale          | Tabellone principale                     | Tabellone principale                 | Tabellone principale | Ripescaggi | Ripescaggi                  |
| Gara            | Atleta          | Ottavi                        | Quarti                                   | Semifinali                           | Finale               | Semifinali | Finale                      |
| --------------- | --------------- | ----------------------------- | ---------------------------------------- | ------------------------------------ | -------------------- | ---------- | --------------------------- |
| +80 kg maschile | Mickaël Borot   | Daba Modibo Keita (Mali) 5-6  |                                          |                                      |                      |            |                             |
| 67 kg femminile | Gwladys Épangue | Liya Nurkina (Kazakistan) 3-0 | Mouna Benabderrassoul (Marocco) 1(SUP)-1 | Hwang Kyung-Seon (Corea del Sud) 1-2 |                      |            | Tina Morgan (Australia) 4-1 |

## Tennis
| Gara                | Atleta                        | Trentaduesimi                              | Sedicesimi                                                     | Ottavi                                            | Quarti                                                  | Semifinali                                              | Finale                                           |
| ------------------- | ----------------------------- | ------------------------------------------ | -------------------------------------------------------------- | ------------------------------------------------- | ------------------------------------------------------- | ------------------------------------------------------- | ------------------------------------------------ |
| Singolare maschile  | Gilles Simon                  | Robin Söderling (Svezia) 6-4, 6-4          | Guillermo Cañas (Argentina) 7-5, 6-1                           | James Blake (Stati Uniti) 4-6, 2-6                |                                                         |                                                         |                                                  |
| Singolare maschile  | Paul-Henri Mathieu            | Nicolás Lapentti (Ecuador) 7-64, 6-2       | Nikolaj Davydenko (Russia) 7-5, 6-3                            | Nicolas Kiefer (Germania) 6-3, 7-5                | Fernando González (Cile) 4-6, 4-6                       |                                                         |                                                  |
| Singolare maschile  | Gaël Monfils                  | Nicolás Almagro (Spagna) 6-4, 3-6, 6-3     | Victor Hănescu (Romania) 6-4, 7-65                             | David Nalbandian (Argentina) 6-4, 6-4             | Novak Đoković (Serbia) 6-4, 1-6, 4-6                    |                                                         |                                                  |
| Singolare maschile  | Michaël Llodra                | Radek Štěpánek (Rep. Ceca) 4-6, 7-65, 11-9 | Igor' Andreev (Russia) 4-6, 6-3, 1-6                           |                                                   |                                                         |                                                         |                                                  |
| Doppio maschile     | Arnaud Clément Michaël Llodra |                                            | Jonathan Erlich Andy Ram (Israele) 6-4, 6-4                    | Andy Murray Jamie Murray (Gran Bretagna) 6-1, 6-3 | Igor' Andreev Nikolaj Davydenko (Russia) 6-2, 64-7, 6-4 | Simon Aspelin Thomas Johansson (Svezia) 6-7, 6-4, 17-19 | Bob Bryan Mike Bryan (Stati Uniti) 6-3, 3-6, 4-6 |
| Doppio maschile     | Gaël Monfils Gilles Simon     |                                            | Mahesh Bhupathi Leander Paes (India) 3-6, 3-6                  |                                                   |                                                         |                                                         |                                                  |
| Singolare femminile | Alizé Cornet                  | Nicole Vaidišová (Rep. Ceca) 4–6, 6–1, 6–4 | Peng Shuai (Cina) 6-2, 6-2                                     | Serena Williams (Stati Uniti) 6-3, 3-6, 4-6       |                                                         |                                                         |                                                  |
| Singolare femminile | Virginie Razzano              | Eléni Daniilídou (Grecia) 6-3, 6-3         | Kaia Kanepi (Estonia) 4-6, 5-7                                 |                                                   |                                                         |                                                         |                                                  |
| Singolare femminile | Pauline Parmentier            | Dominika Cibulková (Slovacchia) 1-6, 5-7   |                                                                |                                                   |                                                         |                                                         |                                                  |
| Doppio femminile    | Alizé Cornet Virginie Razzano |                                            | Chan Yung-jan Chuang Chia-jung (Taipei cinese) 62-7, 7-63, 5-7 |                                                   |                                                         |                                                         |                                                  |

## Tennis tavolo
| Gara              | Atleta            | Preliminari | Turno 1                                                                  | Turno 2                                                                 | Turno 3 | Turno 4 | Quarti | Semifinali | Finale |  |
| ----------------- | ----------------- | ----------- | ------------------------------------------------------------------------ | ----------------------------------------------------------------------- | ------- | ------- | ------ | ---------- | ------ |  |
| Singolo maschile  | Patrick Chila     | bye         | Janos Jacab (Ungheria) 3-4 (11-7, 12-10, 11-9, 7-11, 1-11, 8-11, 9-11)   |                                                                         |         |         |        |            |        |  |
| Singolo maschile  | Damien Eloi       | bye         | Ahmed Ali Saleh (Egitto) 4-3 (7-11, 14-16, 11-8, 8-11, 11-7, 11-8, 11-6) | Jun Mizutani (Giappone) 3-4 (9-11, 11-7, 13-15, 11-7, 11-8, 8-11, 1-11) |         |         |        |            |        |  |
| Singolo maschile  | Christophe Legout | bye         | Doan Kien Quoc (Vietnam) 2-4 (12-10, 6-11, 7-11, 11-6, 9-11, 12-14)      |                                                                         |         |         |        |            |        |  |
| Singolo femminile | Xian Yi Fang      | bye         | Xu Jie (Polonia) 4-3 (11-6, 11-4, 6-11, 11-9, 8-11, 8-11, 11-7)          | Lau Sui Fei (Hong Kong) 1-4 (3-11, 11-9, 11-3, 11-8, 11-4)              |         |         |        |            |        |  |

## Tiro
| Gara                         | Atleta              | Qualificazioni | Qualificazioni | Finale    | Finale       | Finale |
| Gara                         | Atleta              | Punteggio      | Pos.           | Punteggio | Punt. totale | Pos.   |
| ---------------------------- | ------------------- | -------------- | -------------- | --------- | ------------ | ------ |
| Carabina 10 m aria compressa | Josselin Henry      | 587            | 40             |           |              |        |
| Carabina 50 ma terra         | Josselin Henry      | 592            | 23             |           |              |        |
| Carabina 50 ma terra         | Valérian Sauveplane | 594            | 8              | 104,8     | 698,8        | 6      |
| Carabina 50 m tre posizioni  | Josselin Henry      | 1151           | 41             |           |              |        |
| Carabina 50 m tre posizioni  | Valérian Sauveplane | 1171           | 6              | 95,1      | 1267,1       | 7      |
| Pistola 10 m aria compressa  | Franck Dumoulin     | 576            | 25             |           |              |        |
| Pistola 10 m aria compressa  | Walter Lapeyre      | 581            | 8              | 99,3      | 680,3        | 6      |
| Pistola 50 m                 | Franck Dumoulin     | 548            | 34             |           |              |        |
| Pistola 50 m                 | Walter Lapeyre      | 552            | 25             |           |              |        |
| Trap                         | Stéphane Clamens    | 112            | 25             |           |              |        |
| Trap                         | Yves Tronc          | 115            | 17             |           |              |        |
| Skeet                        | Anthony Terras      | 120            | 3              | 24        | 144          |        |

| Gara                         | Atleta             | Qualificazioni | Qualificazioni | Finale    | Finale       | Finale |
| Gara                         | Atleta             | Punteggio      | Pos.           | Punteggio | Punt. totale | Pos.   |
| ---------------------------- | ------------------ | -------------- | -------------- | --------- | ------------ | ------ |
| Carabina 10 m aria compressa | Laurence Brize     | 394            | 19             |           |              |        |
| Carabina 10 m aria compressa | Marie Laure Gigon  | 396            | 8              | 101,3     | 497,3        | 7      |
| Carabina 50 m tre posizioni  | Laurence Brize     | 579            | 13             |           |              |        |
| Carabina 50 m tre posizioni  | Marie Laure Gigon  | 568            | 38             |           |              |        |
| Pistola 10 m aria compressa  | Brigitte Roy       | 379            | 23             |           |              |        |
| Pistola 10 m aria compressa  | Stephanie Tirode   | 377            | 33             |           |              |        |
| Pistola 25 m                 | Brigitte Roy       | 580            | 15             |           |              |        |
| Pistola 25 m                 | Stephanie Tirode   | 577            | 22             |           |              |        |
| Trap                         | Veronique Girardet | 63             | 16             |           |              |        |
| Skeet                        | Delphine Racinet   | 62             | 13             |           |              |        |

## Tiro con l'arco
| Gara                  | Atleta                                          | Turno di qualificazione | Turno di qualificazione | Turno 1                              | Turno 2                              | Ottavi                                | Quarti          | Semifinali            | Finale                |
| Gara                  | Atleta                                          | Punteggio               | Pos.                    | Turno 1                              | Turno 2                              | Ottavi                                | Quarti          | Semifinali            | Finale                |
| --------------------- | ----------------------------------------------- | ----------------------- | ----------------------- | ------------------------------------ | ------------------------------------ | ------------------------------------- | --------------- | --------------------- | --------------------- |
| Individuale maschile  | Romain Girouille                                | 641                     | 51                      | Sky Kim (Australia) 110-112          |                                      |                                       |                 |                       |                       |
| Individuale maschile  | Jean-Charles Valladont                          | 656                     | 35                      | Michael Naray (Australia) 106-108    |                                      |                                       |                 |                       |                       |
| Individuale femminile | Virginie Arnold                                 | 626                     | 39                      | Khatuna Lorig (Stati Uniti) 105-107  |                                      |                                       |                 |                       |                       |
| Individuale femminile | Sophie Dodemont                                 | 632                     | 32                      | Anja Hitzler (Germania) 106-107      |                                      |                                       |                 |                       |                       |
| Individuale femminile | Bérengère Schuh                                 | 645                     | 14                      | Pia Carmen Lionetti (Italia) 112-107 | Sayoko Kitabatake (Giappone) 112-100 | Joo Hyun-Jung (Corea del Sud) 104-109 |                 |                       |                       |
| Squadre femminile     | Virginie Arnold Sophie Dodemont Bérengère Schuh | 1903                    | 5                       |                                      |                                      |                                       | Polonia 218-211 | Corea del Sud 184-213 | Gran Bretagna 203-201 |

## Triathlon
| Gara           | Atleta            | Nuoto  | Ciclismo  | Corsa        | Tempo totale | Posizione    |
| -------------- | ----------------- | ------ | --------- | ------------ | ------------ | ------------ |
| Gara maschile  | Frédéric Belaubre | 18'03" | 59'11"    | 31'48"       | 1h 50'00"30  | 10           |
| Gara maschile  | Tony Moulai       | 18'27" | 58'49"    | non concluso | non concluso | non concluso |
| Gara maschile  | Laurent Vidal     | 18'49" | 58'24"    | 34'51"       | 1h 53'02"79  | 36           |
| Gara femminile | Jessica Harrison  | 19'56" | 1h 04'14" | 36'19"       | 2h 01'31"74  | 12           |
| Gara femminile | Carole Péon       | 20'22" | 1h 06'41" | 37'55"       | 2h 06'04"28  | 34           |

## Tuffi
| Gara             | Atleta        | Preliminari | Preliminari | Semifinale | Semifinale | Finale | Finale |
| Gara             | Atleta        | Punti       | Pos.        | Punti      | Pos.       | Punti  | Pos.   |
| ---------------- | ------------- | ----------- | ----------- | ---------- | ---------- | ------ | ------ |
| Piattaforma 10 m | Claire Febvay | 255,30      | 25          |            |            |        |        |
| Piattaforma 10 m | Audrey Labeau | 289,95      | 21          |            |            |        |        |

## Vela
| Gara                   | Atleta                                          | Regata | Regata | Regata | Regata | Regata | Regata | Regata | Regata | Regata     | Regata     | Regata | Regata | Regata     | Regata     | Regata     | Regata | Punteggio | Pos. |
| Gara                   | Atleta                                          | 1      | 2      | 3      | 4      | 5      | 6      | 7      | 8      | 9          | 10         | 11     | 12     | 13         | 14         | 15         | M      | Punteggio | Pos. |
| ---------------------- | ----------------------------------------------- | ------ | ------ | ------ | ------ | ------ | ------ | ------ | ------ | ---------- | ---------- | ------ | ------ | ---------- | ---------- | ---------- | ------ | --------- | ---- |
| Windsurf maschile      | Julien Bontemps                                 | 13     | 1      | 5      | 4      | 10     | 8      | 2      | 10     | 2          | 3          |        |        |            |            |            | 8      | 53        |      |
| Windsurf femminile     | Faustine Merret                                 | 8      | 28     | 10     | 7      | 11     | 19     | 17     | 18     | 7          | 3          |        |        |            |            |            |        | 100       | 11   |
| Laser maschile         | Jean Baptiste Bernaz                            | 19     | 1      | 12     | 9      | 6      | 10     | 30     | 5      | 34         | cancellata |        |        |            |            |            | 12     | 104       | 8    |
| Laser Radial femminile | Sarah Steyaert                                  | 11     | 1      | 21     | 3      | 29 BFD | 1      | 3      | 10     | 11         | cancellata |        |        |            |            |            | 16     | 77        | 5    |
| 470 maschile           | Nicolas Charbonnier Olivier Bausset             | 6      | 3      | 8      | 1      | 6      | 18     | 3      | 14     | 20         | 12         |        |        |            |            |            | 12     | 78        |      |
| 470 femminile          | Ingrid Petitjean Gwendolyn Lemaitre             | 1      | 11     | 16     | 8      | 17     | 9      | 9      | 9      | 13         | 9          |        |        |            |            |            |        | 85        | 11   |
| Star                   | Xavier Rohart Pascal Rambeau                    | 12     | 1      | 5      | 4      | 7      | 6      | 9      | 9      | 8          | 2          |        |        |            |            |            | 18     | 69        | 6    |
| Yngling                | Anne le Helley Catherine Lepesant Julie Gerecht | 4      | 14     | 1      | 14     | 5      | 10     | 10     | 2      | cancellate | cancellate |        |        |            |            |            | 10     | 56        | 5    |
| Finn                   | Guillaume Florent                               | 5      | 8      | 20     | 3      | 4      | 6      | 4      | 21     |            |            |        |        |            |            |            | 8      | 58        |      |
| Tornado                | Xavier Revil Christophe Espagnon                | 7      | 2      | 10     | 16 DNS | 9      | 10     | 10     | 4      | 10         | 7          |        |        |            |            |            |        | 69        | 11   |
| 49er                   | Emmanuel Dyen Yann Rocherieux                   | 7      | 8      | 4      | 5      | 11     | 13     | 11     | 13     | 14         | 7          | 6      | 17     | cancellate | cancellate | cancellate | 10     | 109       | 10   |